# Marat Satybaldeiev
Marat Satybaldeiev (né le 20 avril 1962 à Kyzylorda, Kazakhstan alors Union soviétique) est un coureur soviétique et kazakh. Peu connu hors des frontières de l'Union des républiques socialistes soviétiques, il remporte lors des Championnats du monde de cyclisme sur piste le titre de la Course aux points en 1989.

## Biographie
Né dans un lieu où n'existait aucun vélodrome, et où les routes étaient souvent des pistes non asphaltées, Marat Satybaldeiev commence à courir sur les routes kazakhes et réussit quelques bonnes performances. Les Jeux olympiques de Moscou permettent de réaliser un certain nombre d'installations sportives, afin que l'élite sportive soviétique puisse se préparer, et pour permettre aux entraineurs des clubs la prospection des jeunes. La capitale du Kazakhstan, Alma-Ata bénéficie alors d'un vélodrome. Le jeune Marat est attiré par la piste en bois (il existait auparavant un piste en béton). Le passage de la route à la piste n'est pas sans conséquence « collatérale » : le vélo de piste ne dispose pas de frein, la piste est inclinée... le premier essai se traduit par une chute rebondissante. Mais dès la deuxième course, il termine deuxième.
La concurrence est rude et le choix de la Course aux points, discipline jeune, attire les coureurs. En vitesse, en poursuite une élite domine. Le rôle de l'entraineur est aussi déterminant et l'endurance manifestée par Marat Satybladeiev dicte son orientation. En 1984, lors d'une épreuve au vélodrome de Krylatskoïe (Moscou), il est remarqué par un des entraineurs nationaux. L'année suivante, aux championnats d'URSS, qui ont lieu à Klaipėda en Lituanie, il est champion d'Union soviétique en Course aux points Satybaldeiev intègre l'équipe nationale d'URSS et effectue son premier voyage à l'étranger en... France.
Désormais dans cette discipline, c'est un peu la rivalité des Marat qui anime les courses. En effet, le principal rival de Marat Satybaldeiev est Marat Ganeïev. En 1987, Ganeiev et Satybaldeiev sont tous les deux sélectionnés pour le Championnat du monde de course aux points. Selon Satybaleiev il aurait travaillé pour son coéquipier Ganeiev avec la promesse de partager prix et honneurs. Marat Ganeïev gagne et respecte le contrat moral. Mais en URSS, en cyclisme tout-au moins, un titre de champion du monde, de champion olympique, ou une victoire à la Course de la Paix vaut à son titulaire de se voir décerner le titre de Maître des sports émérite de l'Union soviétique. Or seul le vainqueur a droit à ce titre.

## Palmarès
- 1985
  -  Champion d'Union soviétique de course aux points[4]
- 1986
  -  Champion d'Union soviétique de course aux points
  - 4e du Championnat du monde de course aux points masculin[5]
- 1987
  - 2e du championnat d'Union soviétique de course aux points
- 1988
  -  Champion d'URSS de course à l'américaine (Six-jours de Moscou amateur) avec Alexandr Alexandrov[6]
  - 3e du championnat d'Union soviétique de course aux points[7].
- 1989
  -  Champion du monde de course aux points[8]
  -  Champion d'Union soviétique de course aux points